# Hemithyrsocera marginalis
Hemithyrsocera marginalis es una especie de cucaracha del género Hemithyrsocera, familia Ectobiidae.

## Distribución
Esta especie se encuentra en Malasia, Indonesia (isla de Java) y China (Yunnan y Guangdong).